# بوب ويسينهاهن
بوب ويسينهاهن (بالإنجليزية: Bob Wiesenhahn)‏ مواليد 22 ديسمبر 1938، هو لاعب كرة سلة أمريكي سابق. بدأ مسيرته الاحترافية في سنة 1961. تم اختياره من قبل فريق سكرامنتو كينغز خلال الدرافت. حمل الرقم 71. يبلغ طوله 6 قدم 4 بوصة (1.9 م). اعتزل اللعب في 1963. أحرز خلال مسيرته في الإن بي إيه 119 نقطة بمعدل نقطتان في المباراة الواحدة.

## روابط خارجية
- بوب ويسينهاهن على موقع إن بي أي (الإنجليزية)
- بوب ويسينهاهن على موقع سبورتس رفرنس (الإنجليزية)
- بوب ويسينهاهن على موقع كلية كرة السلة في سبورتس رفرنس.كوم (الإنجليزية)
- بوب ويسينهاهن على موقع ريلجم (الإنجليزية)
- بوب ويسينهاهن على موقع بروبوليرز (الإنجليزية)